# Biographisches Lexikon für Schleswig-Holstein und Lübeck
Biographisches Lexikon für Schleswig-Holstein und Lübeck  (SHBL) est un ouvrage biographique régional en 13 volumes, publié par Wachholtz Verlag à Neumünster de 1970 à 2011. Les volumes 1 à 5 ont été publiés sous le titre Schleswig-holsteinisches biographisches Lexikon.
L'ouvrage comprend 1801 personnes et familles du Schleswig-Holstein avec les anciennes parties d'Altona et Nordschleswig ainsi que Lübeck qui ne se sont pas associées au Schleswig-Holstein avant 1937.

## Volumes
- Schleswig-holsteinisches biographisches Lexikon. Wachholtz, Neumünster 1970–1979.
  - Volume 1 – 1970.  (ISBN 3-529-02641-7)
  - Volume 2 – 1971.  (ISBN 3-529-02642-5)
  - Volume 3 – 1974.  (ISBN 3-529-02643-3)
  - Volume 4 – 1976.  (ISBN 3-529-02644-1)
  - Volume 5 – 1979.  (ISBN 3-529-02645-X)
- Biographisches Lexikon für Schleswig-Holstein und Lübeck. Wachholtz, Neumünster 1982–2011.
  - Volume 6 – 1982.  (ISBN 3-529-02646-8)
  - Volume 7 – 1985.  (ISBN 3-529-02647-6)
  - Volume 8 – 1987.  (ISBN 3-529-02648-4)
  - Volume 9 – 1991.  (ISBN 3-529-02649-2)
  - Volume 10 – 1994.  (ISBN 3-529-02650-6)
  - Volume 11 – 2000.  (ISBN 3-529-02640-9)
  - Volume 12 – 2006.  (ISBN 3-529-02560-7)
  - Volume 13 – 2011.  (ISBN 978-3-529-02561-7)